# Rhyacophila mainensis
Rhyacophila mainensis är en nattsländeart som beskrevs av Banks 1911. Rhyacophila mainensis ingår i släktet Rhyacophila och familjen rovnattsländor. Inga underarter finns listade i Catalogue of Life.